# Пум
Пум (кирг. Пум) — село в Кадамжайском районе Баткенской области Кыргызстана. Входит в состав айылного аймака Майдан.

## География
Село расположено в восточной части области, на правом берегу реки Исфайрамсай, на расстоянии приблизительно 32 километров (по прямой) к востоко-юго-востоку от города Кадамжай, административного центра района. Абсолютная высота — 1255 метров над уровнем моря.

## Население
Согласно оценочным данным Национального статистического комитета Кыргызской Республики, численность населения села на начало 2023 года составляла 1045 человек.
| год     | 2009 | 2014 | 2015 | 2020 | 2021 | 2023 |
| ------- | ---- | ---- | ---- | ---- | ---- | ---- |
| человек | 912  | 1005 | 908  | 1004 | 1009 | 1045 |